# Цикали
Цикали́ — село Миргородського району Полтавської області.  Населення станом на 2001 рік становило 34 особи. Входить до складу Білоцерківської сільської громади

## Географія
Село Цикали знаходиться на відстані до 1,5 км від сіл Корнієнки та Шпирни. По селу протікає пересихаючий струмок із загатою.
Віддаль до селища Велика Багачка — 25 км. Найближча залізнична станція Сагайдак — за 33 км.

## Історія
Село Цикали виникло у XVIII ст. як хутір козаків Цикалів Білоцерківської сотні Миргородського полку Київського намісництва.
На карті 1869 року поселення було позначене як хутори Цикалеві.
За переписом 1900 року Цикалеві хутори Остапівської волості Хорольського повіту Полтавської губернії входили до Балакліївської козацької громади. Вони мали 30 дворів, 153 жителя.
У 1912 році в хуторі Цикалевому було 375 жителів.
У січні 1918 року в селі розпочалась радянська окупація.
З 14 вересня 1941 по 24 вересня 1943 року Цикали були окуповані німецько-фашистськими військами.
Село входило до Корнієнківської сільської ради Великобагачанського району.
13 жовтня 2016 року шляхом об'єднання Корнієнківської та Рокитянської сільських рад Великобагачанського району була утворена Рокитянська сільська об'єднана територіальна громада з адміністративним центром у с. Рокита.